# صادق‌آباد (بخش مرکزی نی‌ریز)
صادق‌آباد (نی‌ریز)، روستایی از توابع بخش مرکزی شهرستان نی‌ریز در استان فارس ایران است.

## جمعیت
این روستا در دهستان رستاق قرار دارد و بر اساس سرشماری مرکز آمار ایران در سال ۱۳۸۵، جمعیت آن زیر سه خانوار بوده‌است.